# Stora Sävsjön
Stora Sävsjön är en sjö i Gislaveds kommun i Småland och ingår i Nissans huvudavrinningsområde. Sjön är 2,9 meter djup, har en yta på 0,162 kvadratkilometer och befinner sig 171,9 meter över havet. Sjön avvattnas av vattendraget Stålebobäcken. Vid provfiske har abborre, gädda och mört fångats i sjön.

## Delavrinningsområde
Stora Sävsjön ingår i det delavrinningsområde (634136-136206) som SMHI kallar för Mynnar i Ängån. Medelhöjden är 165 meter över havet och ytan är 26,27 kvadratkilometer. Det finns inga delavrinningsområden uppströms utan avrinningsområdet är högsta punkten. Stålebobäcken som avvattnar avrinningsområdet har biflödesordning 3, vilket innebär att vattnet flödar genom totalt 3 vattendrag innan det når havet efter 112 kilometer. Delavrinningsområdet består mestadels av skog (64 %) och sankmarker (18 %). Avrinningsområdet har 0,29 kvadratkilometer vattenytor vilket ger det en sjöprocent på 1,1 %.